# Vladimir Kajzelj
Vladimir Kajzelj, slovenski smučarski tekač in zdravnik internist ter bakteriolog, * 5. junij 1905, Ljubljana, † 4. junij 1972, Novo mesto.
Kajzelj je za Jugoslavijo nastopil na Zimskih olimpijskih igrah 1924 v Chamonixu, kjer je v teku na 18 km osvojil 34. mesto.

## Glej še
- Seznam slovenskih smučarskih tekačev